# Riedt (Erlen)
Riedt oder Riedt bei Erlen ist eine Ortschaft der Gemeinde Erlen im Kanton Thurgau (Schweiz). Von 1803 bis 1994 war Riedt eine Ortsgemeinde innerhalb der Munizipalgemeinde Sulgen. Riedt liegt im Aachtal zwischen Sulgen und Amriswil eineinhalb Kilometer westlich von Erlen an der Kantonsstrasse (Frauenfeld –) Sulgen – Erlen – Amriswil (–Romanshorn) an einem kleinen Ried. Besonders der Ortsteil Oberriedt wird von Obstanlagen geprägt.

## Geschichte

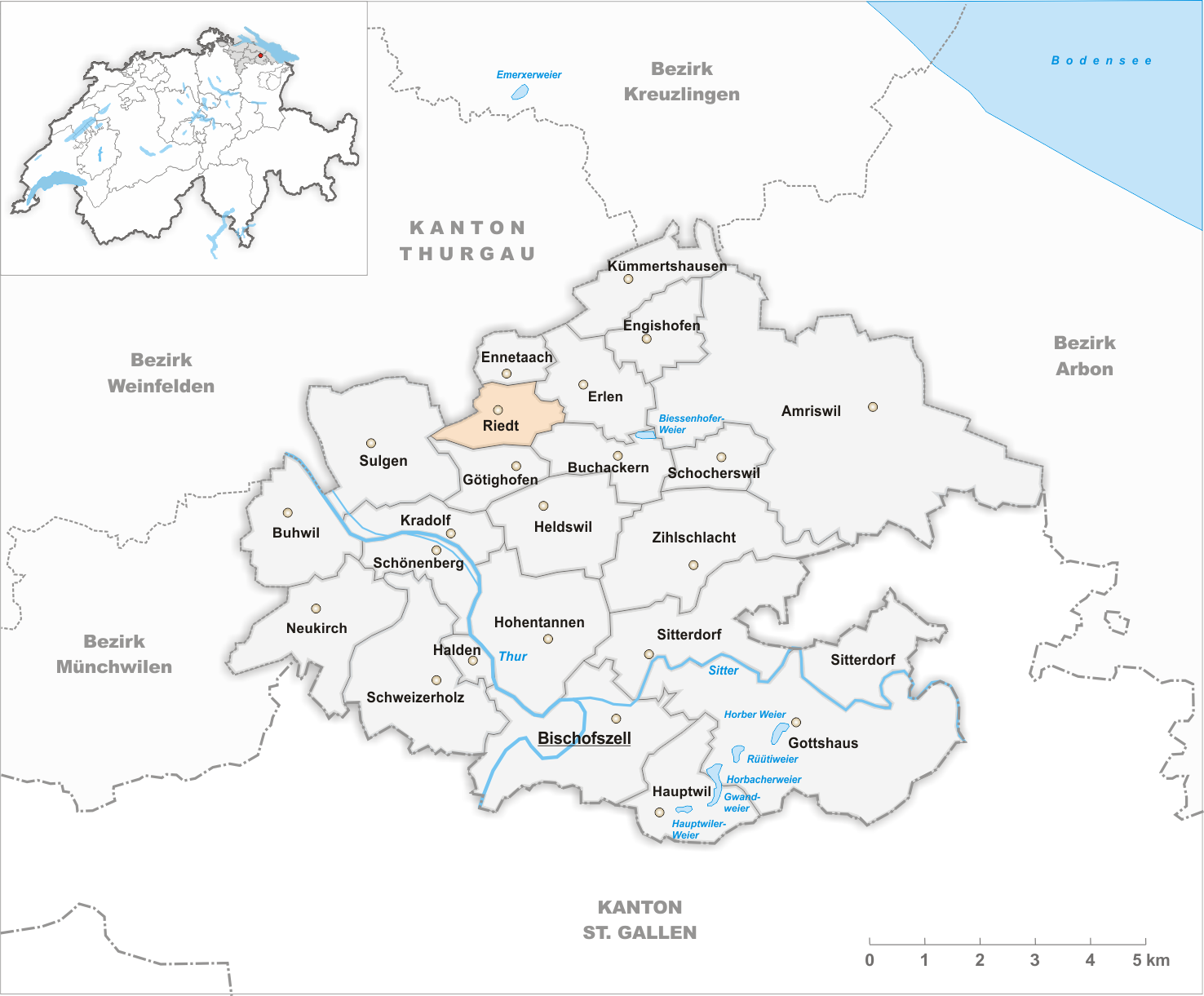
Gemeindestand vor der Fusion im Jahr 1995

Riedt wurde 869 als Riot erstmals erwähnt. Ab dem Frühmittelalter besass das Kloster St. Gallen Lehensgüter in Riedt. 1460 bis 1798 bildeten Riedt und Erlen ein sogenanntes Hohes Gericht, in dem der eidgenössische Landvogt im Thurgau urteilte.
Kirchlich teilte Riedt stets das Schicksal der Grosspfarrei Sulgen. Die mittelalterliche Kapelle St. Regula wurde um 1509 neu errichtet, nach der Reformation aber nicht weiter unterhalten. Seit 1764 besuchen die reformierten Kirchgänger die Filialkirche Erlen, die ab 1992 eigenständig wurde. Die 1685 erwähnte Schule Riedt schloss sich 1858 mit Ennetaach und Erlen zu einer Schulgemeinde zusammen.
Das Dorf betrieb vor allem Getreidebau, daneben Obst- und Weinbau sowie ab dem 19. Jahrhundert Vieh- und Milchwirtschaft mit einer um 1900 erbauten Käserei. Die 1665 erwähnte obere Mühle wurde 1917 abgebrochen; die 1382 erwähnte untere Mühle ging 1947 an den VOLG über. Eine gewisse Bedeutung erlangte im 19. Jahrhundert die Textilindustrie. 1862 wurde die Fabrikation farbiger Baumwollstoffe aufgenommen, um 1900 war eine Stickerei in Betrieb. 1883 bis 1970 wurde das Quellenbad Riedt betrieben.
Am 1. Januar 1995 trennte sich die Ortsgemeinde Riedt von der Munizipalgemeinde Sulgen und fusionierte mit den Ortsgemeinden Buchackern, Engishofen, Ennetaach, Erlen und Kümmertshausen zur politischen Gemeinde Erlen.

## Bevölkerung
| Jahr         | 1850  | 1900  | 1950  | 1990  | 2000  | 2010  | 2018  | 2023  |
| Ortsgemeinde | 343   | 304   | 370   | 487   |       |       |       |       |
| Ortschaft    |       |       |       |       | 510   | 457   | 928   | 1052  |
| Quelle       | [ 3 ] | [ 3 ] | [ 3 ] | [ 3 ] | [ 5 ] | [ 6 ] | [ 2 ] | [ 7 ] |

Von den insgesamt 1052 Einwohnern der Ortschaft Riedt bei Erlen am 31. Dezember 2023 waren 289 bzw. 27,5 % ausländische Staatsbürger. 302 (28,7 %) waren evangelisch-reformiert und 277 (26,3 %) römisch-katholisch.

## Infrastruktur
Riedt hat einen Dorfladen, zwei Restaurationsbetriebe sowie mehrere Handwerks- und Landwirtschaftsbetriebe. Ein Kindergarten befindet sich in Riedt, die Primarschule und die Oberstufe wird in Erlen besucht.